# Kubok Otkrytija
La Kubok Otkrytija (in russo: Кубок «Открытия», Kubok «Otkrytija»), nota in inglese come Opening Cup, è un trofeo nato nel 2008 assegnato al vincitore dell'incontro fra i detentori della Coppa Gagarin e della Coppa Kontinental; la partita si svolge all'apertura della stagione successiva, nello stadio della squadra vincitrice dei playoff.

## Storia
Fino al 2014 il trofeo era assegnato alla squadra vincitrice dell'incontro disputato fra le squadre finaliste dei playoff della Kontinental Hockey League. La prima edizione si disputò fra le due finaliste dei playoff della stagione 2007-08 della Superliga (la Lega precedente alla KHL).
A rappresentare la Western Conference nell'edizione 2010 della Opening Cup fu l'OHK Dinamo, dato che i finalisti dell'anno precedente dell'HK MVD si erano fusi con la Dinamo Mosca per creare una nuova formazione.
Il 10 settembre 2011, tre giorni dopo l'incidente aereo della Lokomotiv Jaroslavl', la KHL decise di modificare il nome della Opening Cup trasformandolo per l'edizione successiva in Coppa Lokomotiv, a ricordo delle vittime dell'incidente.
A partire dalla stagione 2014-15 si sfidano i vincitori dalla Coppa Gagarin e della Coppa Kontinental.

## Albo d'oro
| W   | Squadra della Western Conference                        |
| E   | Squadra della Eastern Conference                        |
| N/A | N/A, Conference create a partire dalla stagione 2009–10 |

| Anno | Data              | Gagarin | Gagarin         | Finalista/Kontinental | Finalista/Kontinental | Risultato  | Stadio                                | Note  |
| ---- | ----------------- | ------- | --------------- | --------------------- | --------------------- | ---------- | ------------------------------------- | ----- |
| 2008 | 2 settembre 2008  | N/A     | Salavat Julaev  | N/A                   | Lok. Jaroslavl’       | 4 - 1      | Ufa Arena, Ufa                        |       |
| 2009 | 10 settembre 2009 | E       | Ak Bars Kazan’  | W                     | Lok. Jaroslavl’       | 3 - 2 (OT) | TatNeft Arena, Kazan'                 |       |
| 2010 | 8 settembre 2010  | E       | Ak Bars Kazan’  | W                     | Dinamo Mosca          | 1 - 3      | TatNeft Arena, Kazan'                 | [ 1 ] |
| 2011 | 12 settembre 2011 | E       | Salavat Julaev  | W                     | Atlant Mytišči        | 5 - 3      | Ufa Arena, Ufa                        | [ 3 ] |
| 2012 | 4 settembre 2012  | W       | Dinamo Mosca    | E                     | Avangard Omsk         | 3 - 2 (SO) | Olimpijskij Kompleks Lužniki, Mosca   |       |
| 2013 | 4 settembre 2013  | W       | Dinamo Mosca    | E                     | Traktor Čeljabinsk    | 5 - 1      | Olimpijskij Kompleks Lužniki, Mosca   |       |
| 2014 | 3 settembre 2014  | E       | Magnitogorsk    | W                     | Dinamo Mosca          | 6 - 1      | Arena-Metallurg, Magnitogorsk         | [ 4 ] |
| 2015 | 24 agosto 2015    | W       | SKA Pietroburgo | W                     | CSKA Mosca            | 3 - 4 (OT) | Palazzo del ghiaccio, San Pietroburgo |       |
| 2016 | 22 agosto 2016    | E       | Magnitogorsk    | W                     | CSKA Mosca            | 3 - 2      | Arena-Metallurg, Magnitogorsk         |       |
| 2017 | 21 agosto 2017    | W       | SKA Pietroburgo | W                     | CSKA Mosca            | 4 - 2      | Palazzo del ghiaccio, San Pietroburgo |       |
| 2018 | 1 settembre 2018  | E       | Ak Bars Kazan’  | W                     | SKA Pietroburgo       | 1 - 6      | Tatneft' Arena, Kazan'                |       |
| 2019 | 1 settembre 2019  | W       | CSKA Mosca      | E                     | Avangard Omsk         | 1 - 3      | CSKA Arena, Mosca                     |       |
| 2020 | 2 settembre 2020  | E       | Ak Bars Kazan’  | E                     | CSKA Mosca            | 3 - 2      | CSKA Arena, Mosca                     |       |
| 2021 | 1 settembre 2020  | E       | Avangard Omsk   | W                     | CSKA Mosca            | 4 - 0      | Balashikha Arena, Omsk                |       |

## Vittorie per squadra
| Squadra         | Titoli | Anni             |
| --------------- | ------ | ---------------- |
| Dinamo Mosca    | 3      | 2010, 2012, 2013 |
| Salavat Julaev  | 2      | 2008, 2011       |
| Magnitogorsk    | 2      | 2014, 2016       |
| SKA Pietroburgo | 2      | 2017, 2018       |
| Ak Bars Kazan’  | 2      | 2009, 2020       |
| Avangard Omsk   | 2      | 2019, 2021       |
| CSKA Mosca      | 1      | 2015             |